# اوست-لابینسک
شهر اوست-لابینسک (به روسی: Усть-Лабинск) در کشور روسیه و در کرای کراسنودار واقع شده‌است.